# Birger Ohlsson
För andra betydelser, se Birger Olsson (olika betydelser).
Gustaf Birger Ohlsson, född 13 juli 1894 i Gävle, död 1968, var en svensk målare och tecknare.
Han var son till bokbindarmästaren Axel Ohlsson och Anna Lovisa Pousette och från 1926 gift med Elsa Maria Cecilia Åstrand. Ohlsson studerade vid Tekniska skolan i Stockholm 1914-1917 och bedrev därefter studier i grafik för Axel Tallberg 1917-1918 samt vid Althins målarskola 1918-1919 och vid Konsthögskolan 1920-1923. Separat ställde han ut i Gävle ett flertal gånger och han medverkade i utställningarna Vi stockholmare' på Stockholms stadsmuseum, Svart och vitt på Konstakademien och med Föreningen Svenska tecknare. Bland hans offentliga arbeten märks dekorationsmålningar i ett antal kyrkor och offentliga lokaler. Som illustratör illustrerade han ett stort antal barnböcker bland annat ett urval av H.C. Andersens sagor och Robert Louis Stevensons Skattkammarön. Han var verksam som lärare vi ABC-skolan 1929-1934. Hans konst består av stilleben, figurer, porträtt och landskap utförda i olja, tempera, akvarell, gouache eller i form av teckningar.